# Taoshan
Der Stadtbezirk Taoshan (chinesisch 桃山区, Pinyin Táoshān Qū) ist ein chinesischer Stadtbezirk, der zum Verwaltungsgebiet der bezirksfreien Stadt Qitaihe in der Provinz Heilongjiang in Nordostchina gehört. Er hat eine Fläche von 74 km² und zählt 204.111 Einwohner (Stand: Zensus 2020).

## Administrative Gliederung
Auf Gemeindeebene setzt sich der Stadtbezirk aus sechs Straßenvierteln und einer Großgemeinde zusammen. 